# 第二次百年战争
第二次百年战争（Second Hundred Years' War，1689年-1815年）是一些历史学家使用的历史分期术语，用以描述从约1689年至1815年间英国与法国之间的一系列军事冲突。这个名词由约翰·罗伯特·西利在他的著作《英格兰的扩张：两场讲座》中首次创造。
和“第一次百年战争”一样，第二次百年战争并不是一场单一而连贯的战争，而是由两个主要交战国之间的一系列断断续续的战争组成，包含著名的美國獨立、拿破崙戰爭等役。这个名词也用来指代英法两个世界强国之间的竞争状态，而不仅是直接军事冲突。这是一场决定这两个殖民帝国未来的较量，而英國在1815年的最終勝利，確立其日不落帝國的霸主地位。
英國在與法國的戰鬥中經常以組織反法同盟對抗法國，使得法國經常陷入全歐圍剿的戰局之中。而英法在18世纪的一系列战争，則通常将其他欧洲国家作为一个更大同盟的一员卷入其中。除了在四国同盟战争中两国曾携手合作之外，在所有的欧洲的大规模冲突中，英法两国总是互相敌对。而其中的部分战争，如七年战争，有时会被视作“世界大战”——双方将战火烧到了印度、美洲等殖民地地区以及全球各大洋的航路上。

## 概述
这一系列的战争，起因于荷兰执政威廉三世在1688年光荣革命后，继承了英格兰王国的王位。本來在革命之前，英國斯图亚特王朝的国王，一直与法国的波旁王朝友好相處。當初詹姆斯一世和查理一世在法國與西班牙中間兩面討好，既不願與西班牙帝國為敵，避免卷入三十年战争，又同時與法國維持友好關係。在1659年西班牙衰落之後，查理二世和詹姆斯二世調整國策，积极支持法王路易十四对荷兰的战争（1672-1678年），被外界視為太陽王霸權的附庸。
結果荷蘭人在經過三次英荷戰爭（1652-1674年中間斷發生）之後，於1688年對英國發起絕地大反攻，成功把执政威廉三世送上英國王座。因為威廉三世一直将自己视作新教的保护者，反对天主教的法国，因此1689年在英國巧妙地誘使國會，力挺國王參加反法的大同盟戰爭（1688-1697年）；並與荷蘭締結同盟，劃分商貿與海權的勢力範圍。另外在光榮革命後的數十年內，因為法国对试图夺取英国王位的詹姆斯党提供庇护與支援，連帶加剧了英法的紧张关系，使英國狂熱地參加每一場打擊法國的大戰。
1702年威廉三世死后，英法之间的对立从宗教领域扩展到经济和贸易领域，两国为了争夺美洲和亚洲的控制权而展开竞争。七年战争（1756-1763年）是其中最大、也是最具决定性的冲突之一，結果由英國獲勝。
心有不甘的法国，隨即支持北美十三个殖民地的独立革命，協助美國獨立建國成功，破坏了英国在北美的殖民霸权，對英國反將一軍。但此后不久，这场战争带来的债务危机反而为法国国内的革命埋下了財政方面的导火线，而法國支持美國的自由，亦間接動搖它的專制皇權。
1780年深陷北美戰爭的英國，藉由抓住荷蘭支援美國獨立戰爭與傾向法國的小把柄，片面廢除當初威廉三世所主導英荷同盟的各種條約，發動了第四次英荷戰爭（1780-1784年）。英國靠著優勢的海軍，徹底打垮軍備廢弛的荷蘭，並掠奪荷蘭豐厚的商隊物資與殖民地。打垮荷蘭可以說是作為失去北美十三州的巨大補償，這增強了英國的综合國力與競爭力（荷蘭從此失去與英國競爭商貿的力量），有能力進行下一波的英法戰爭。
1792年后，法國大革命时期的共和政府和拿破仑的法兰西第一帝国继续和英国进行军事对抗。拿破仑攻俄失敗後，1813年在莱比锡战役的失败，以及此后1815年复辟后在滑铁卢战役中的再次失败，最终結束了英法两国百年來持续不断的战争。勝利的英國因此在1815年後，正式成為主宰世界的日不落帝國。
反法同盟在巴黎条约和维也纳会议上恢复法国波旁王朝的统治，并试图阻止欧洲的进一步革命，但这种企图随着1848年革命的爆发而落空。而英法两国对对方也不再使用“天敌”这样的词来形容，并在此后的克里米亚战争中为了共同利益而携手作战。出于对统一的德意志帝国的担忧，两国在1904年正式签订英法协约，结为盟友，宣告“第一次”与“第二次”百年战争徹底成为历史。

## “迦太基”和“罗马”
许多法国人将英国称为“背信弃义的阿尔比恩”（也參見阿尔比恩），以此表明这是一个根本不值得信任的国家。法国人将英国和法国分别比作古代的迦太基和古罗马，表示前者（英國）是一个贪婪的、即将崩溃的旧帝国，而后者（法國）是繁荣的智慧与文化国度：
共和主义者和波旁王朝一样，清楚地知道英国的制海权对大陆的大国政治有很大的影响，而法国不可能在不击败英国的情况下主宰欧洲。“迦太基”——吸血鬼，海洋的暴君，“背信弃义”的敌人，破坏性的商业文明的承载者——与“罗马”——普世秩序、理念和无私的价值的承载者——之间形成了鲜明对照。

## 學術用詞的意義
不過，因為「第二次百年戰爭」此一名詞是由英國歷史學者所發明，所以法國學術界並未普遍接受此一名詞。對英國來說，1689-1815年的主要敵人確實是法國與波旁王朝（包含法國的附庸西班牙波旁王朝）沒錯；但是對法國來說，這126年中的重要敵人卻不只英國一個。法國在1689-1748年的主要敵國，是荷蘭、英國、奧地利組成的三強聯盟；1792-1815年更是單獨對上幾乎全部的歐洲國家，英國在1792年後雖然是重要的敵國，卻不是最迫切的戰爭目標，這時期比英國更專制的有普魯士、奧地利和俄國。對比來說，“第一次百年战争”確實是英法兩國以彼此為主要目標，拼個你死我活的鬥爭，但是第二次百年戰爭卻並非如此。因此法國學界接受百年戰爭的術語，卻不接受第二次的用法。

### 民族主義的作用
回過頭來思考，英國歷史學界使用「第二次百年戰爭」術語的意義，在於百年戰爭對英法兩國民族主義的巨大推進。正如法國在第一次百年戰爭出現聖女貞德，激發法國人的強大愛國心，第二次百年戰爭也使英國人的愛國心徹底昂揚。譬如英國國旗和英國國歌（天佑吾王，1745年公開演唱而流行）就是在這一百年中出現的；英文的愛國主義（patriotism）一詞也是在這時（18世紀）出現而流行的；而且為了讓不列顛群島聯合對抗法國，英格蘭因此在這一百年中與蘇格蘭、愛爾蘭相繼合併，大不列顛及愛爾蘭聯合王國的塑造與團結，等於是拜這段英法百年衝突所賜。

### 反奧亦或反英
相對來說，第二次百年戰爭中，法國人的仇英情緒，卻不如英國人的仇法情緒那樣強烈。
把時間线拉長來看，15-18世紀時法國人凝聚愛國心與激發民族主義的對象，其實一直是源出奧地利帝國的哈布斯堡王朝。15世紀末到16世紀上半的義大利戰爭時，法國從1525年帕維亞之戰大敗給哈布斯堡王朝之後，就一直視西班牙帝國與奧地利帝國這兩支哈布斯堡家族為不共戴天的仇敵。之後經過16世紀下半的法國宗教戰爭、17世紀上半的三十年戰爭，以及路易十四後期的兩次大戰，都可看到法國仇視哈布斯堡王朝所起到的團結人心、激發愛國心的巨大效果。
這樣的仇奧情緒，充斥著整個18世紀（第二次百年戰爭的大部分時段）。即使1756年法國與奧地利帝國發生外交革命，法奧結盟發動消滅普魯士的七年戰爭，法國對奧地利帝國的恨意仍是高漲不下；法國的啟蒙哲學家也反對與奧地利帝國結盟，認為奧地利是受天主教會控制的落後專制國家，而且消滅開明進步的普魯士，只會讓奧地利受益、法國受害。對國家聯奧外交的不滿，是法國內部反波旁王朝專制勢力快速發展的一個因素。
也因為這樣的仇奧情緒，當法國王后出身哈布斯堡家族時，多數會被法國人充滿恨意地稱為「奧地利的女人」，如17世紀的奧地利的安妮、18世紀的玛丽·安托瓦内特。這也是法國學術界對「第二次百年戰爭」用詞接受度不高的原因。

## 第二次百年战争包括的主要冲突
- 大同盟战争 (1688–1697)
  - 威廉王之戰 (1689–1697)
- 西班牙王位继承战争 (1701–1714)
  - 安妮女王战争 (1702–1713)
- 奥地利王位继承战争 (1742–1748)
  - 乔治王之战（英语：King George's War） (1744–1748)
- 七年战争 (1756–1763)
  - 英法北美战争 (1754–1763)
- 美国独立战争 (1775–1783)
- 法国大革命战争 (1792–1802)
  - 第一次反法同盟 (1792–1797)
  - 第二次反法同盟 (1798–1802)
- 拿破仑战争 (1803–1815)
  - 第三次反法同盟 (1803–1806)
  - 第四次反法同盟 (1806–1807)
  - 半岛战争 (1808–1814)
  - 第五次反法同盟 (1809)
  - 第六次反法同盟 (1812–1814)
  - 第七次反法同盟 (1815)

## 扩展阅读
- Blanning, T. C. W. The Culture of Power and the Power of Culture: Old Regime Europe 1660-1789. Oxford: Oxford University Press, 2002.
- Buffinton, Arthur H. The Second Hundred Years' War, 1689-1815. New York: Henry Holt and Company, 1929.
- Claydon, Tony. William III. Edinburgh: Pearson Education Limited, 2002.
- Crouzet, F. . French History. 1996-12-01, 10 (4): 432–450  [2022-01-15]. ISSN 0269-1191. doi:10.1093/fh/10.4.432. （原始内容存档于2022-01-15） （英语）.
- Scott, H. M. . The Historical Journal. 1992-06, 35 (2): 443–469. ISSN 0018-246X. doi:10.1017/S0018246X00025887 （英语）.
- Tombs, Robert and Isabelle. That Sweet Enemy: The French and the British from the Sun King to the Present. London: William Heinemann, 2006.